# Pendik

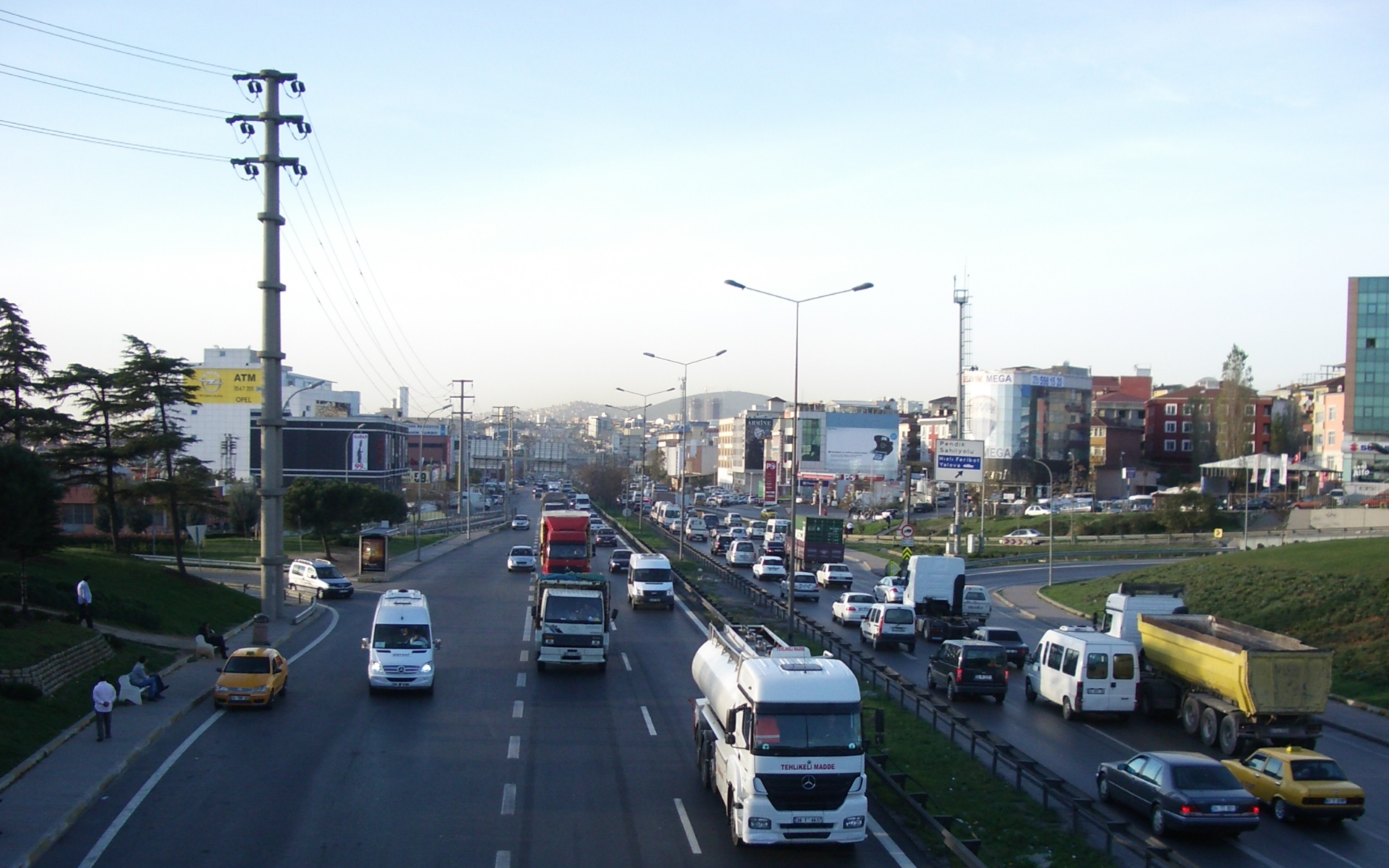
E 5, Pendik.

Pendik é um distrito de Istambul, na Turquia, situado na parte anatólia da cidade. Conta com uma população de 541 619 habitantes (2008). Durante o Império Bizantino, foi um subúrbio de Constantinopla e era chamado Pantíquio (em grego: Παντειχίον; romaniz.: Panteichíon).